# Maison Bünsow

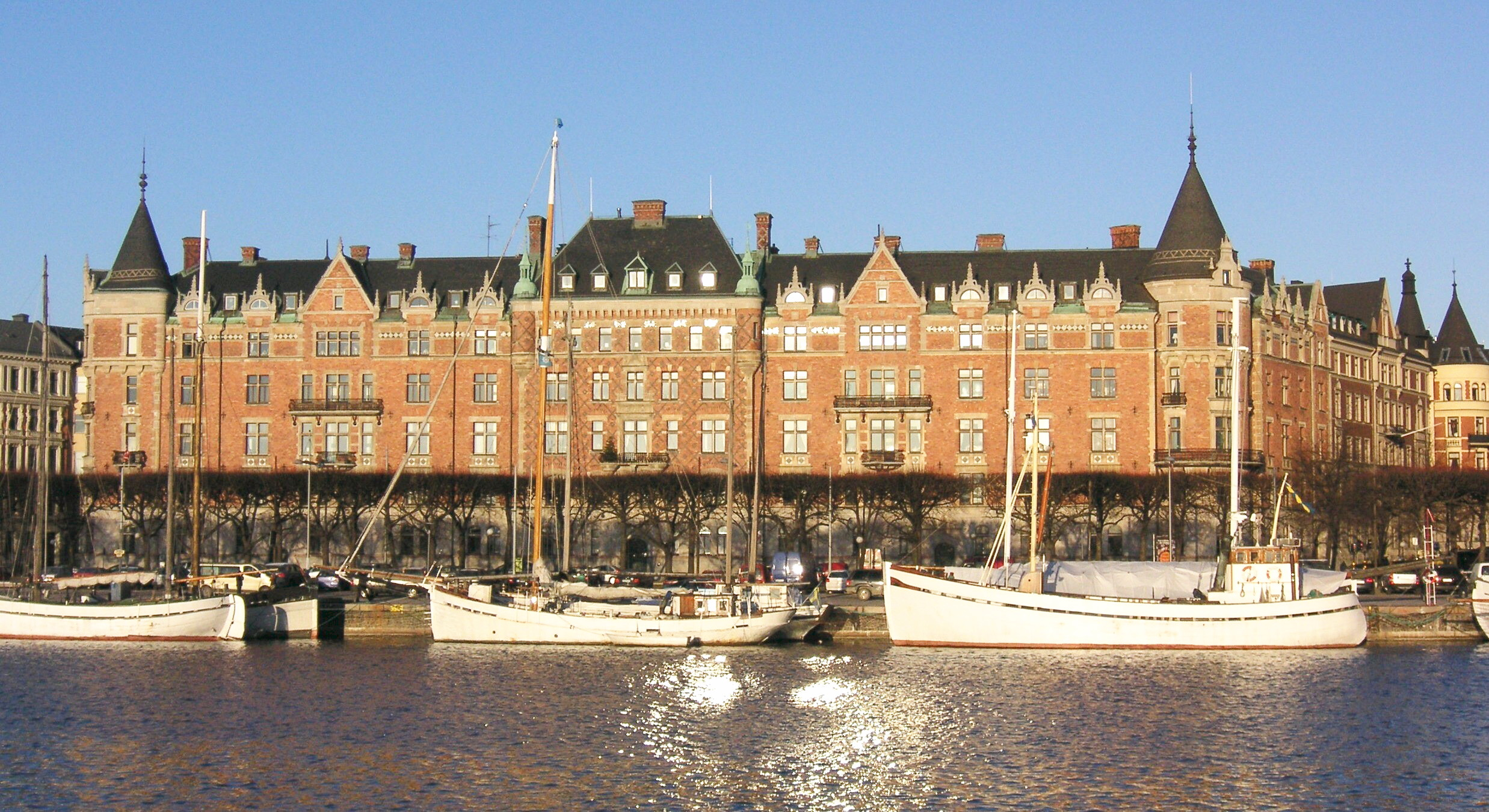
La maison Bünsowska, avenue Strandvägen à Stockholm.

La maison Bünsowska (suédois : Bünsowska huset) est un ensemble immobilier de prestige situé aux numéros 29 à 33 de l'avenue Strandvägen, dans le quartier d'Östermalm du centre de Stockholm en Suède.

## Architecture
Œuvre des architectes Isak Gustaf Clason et Anders Gustaf Forsberg, elle est érigée en 1886-1888 pour le compte du richissime exploitant forestier Fredrik Bünsow.

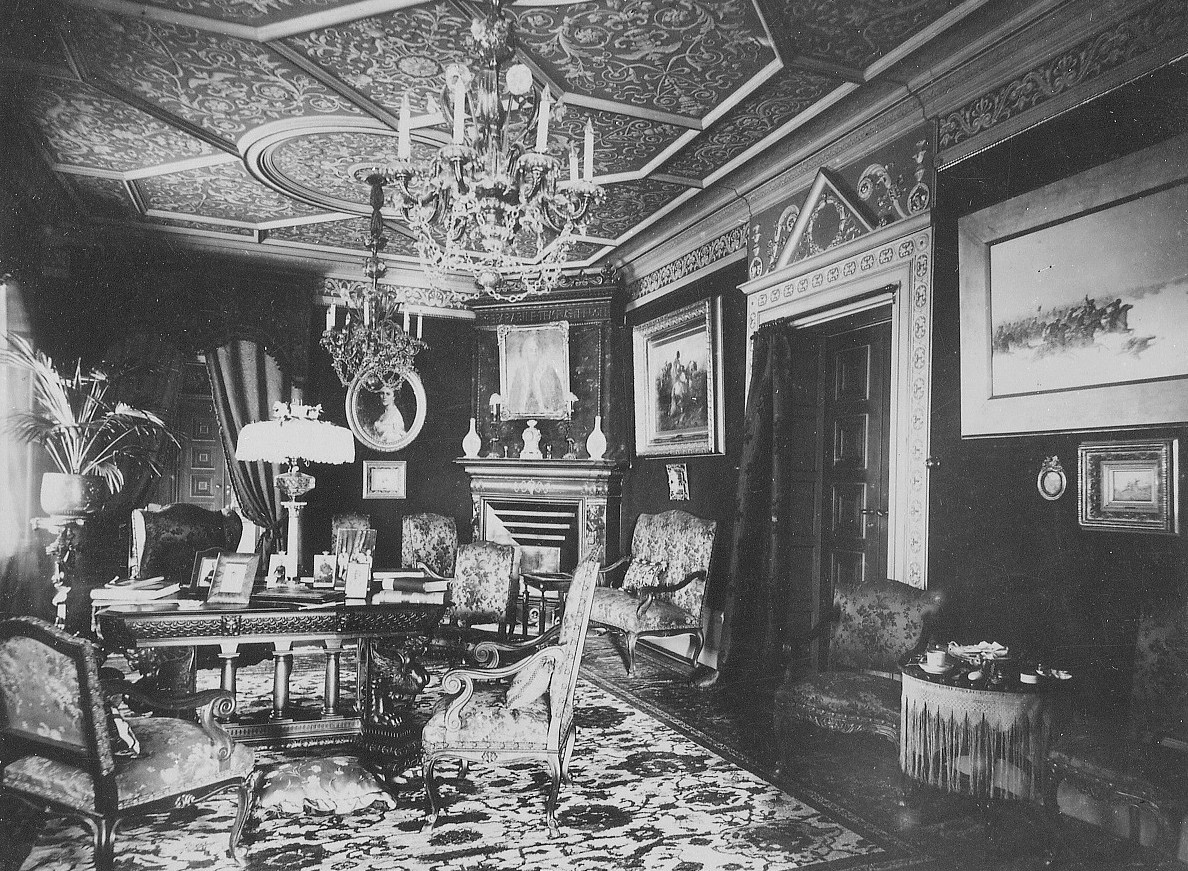
Le salon du général et comte Reinhold von Rosen, au numéro 29 de la rue Strandvägen, dans les années 1890.

Il s'agit de trois immeubles mitoyens partageant une même façade.
La tâche de l'architecte Isak Gustaf Clason se limite à la conception des façades. Il imagine des tours dissemblables, et dispose les fenêtres de façon asymétrique. Selon ses propres termes, « un peu d'asymétrie vivifie ». Clason estime aussi que les façades se doivent de refléter la disposition et les dimensions des pièces qu'elles abritent, pour ne pas être qu'un simple décor surimposé. Ses premières esquisses, dessinées alors qu'il visite les châteaux de la Loire en France, s'en inspirent largement.

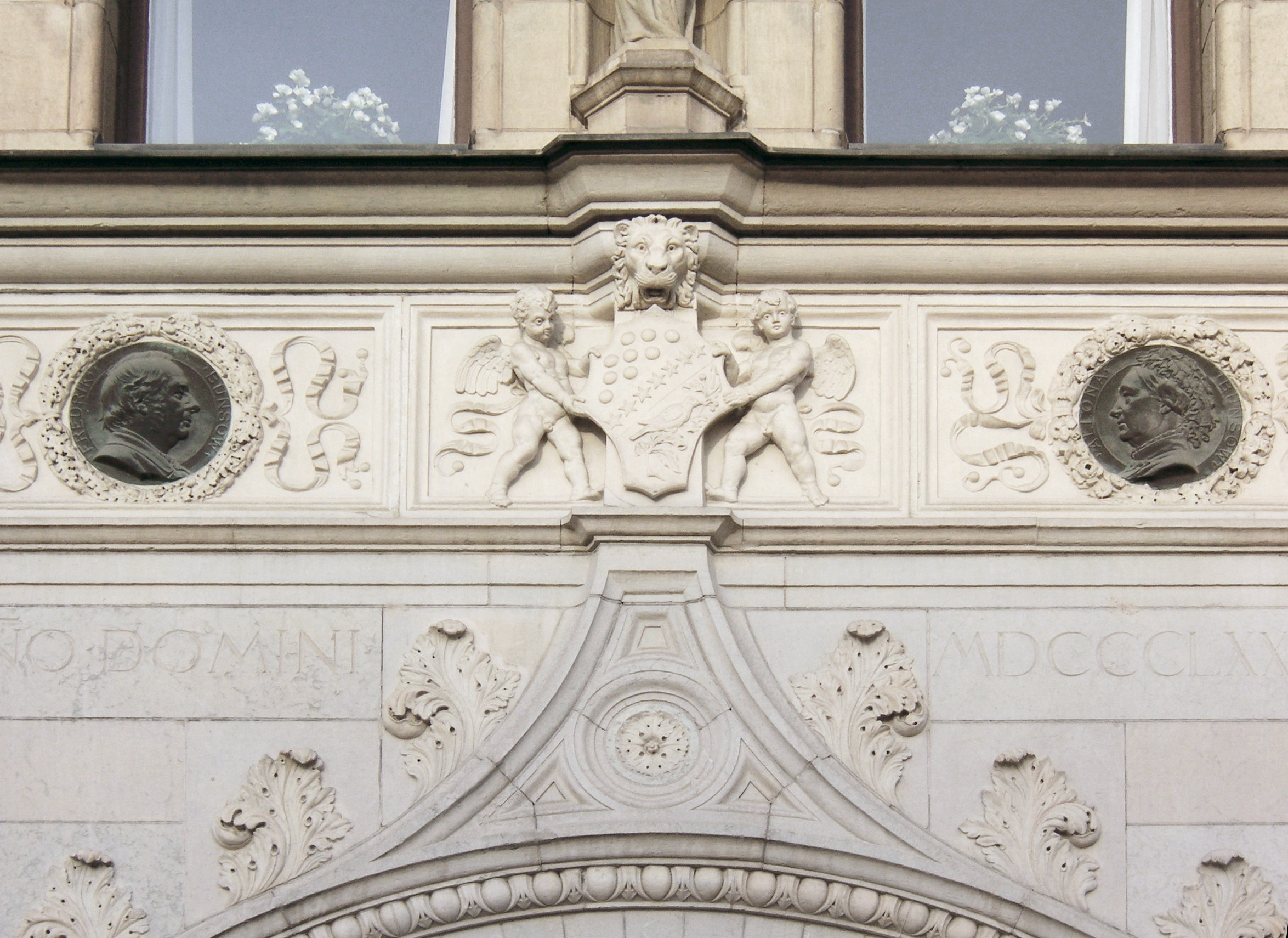
Les médaillons de Fredrik Bünsow et de son épouse Allona.

Les matériaux sont choisis avec soin. Les murs sont en briques rouges d'origine allemande, au milieu desquelles des briques noires dessinent des motifs géométriques. Le contour des fenêtres, la base du toit et le socle au rez-de-chaussée sont en calcaire. Clason conçoit son œuvre en réaction aux façades des années 1880, recouvertes d'enduit coloré et richement décorées de colonnes, pilastres et autres artifices. Selon lui, l'avenir est aux matériaux authentiques, tels que brique et pierre naturelle.
Sur le portail, au-dessus de l'entrée du numéro 31 de la rue Strandvägen, figurent deux médaillons arborant les portraits de Fredrik Bünsow et de son épouse Allona. Les portes auraient été fabriquées avec du bois retrouvé sur le site, provenant de la charpente de navires abandonnés.
Derrière la façade, les plans des vastes appartements sont dessinés par l'architecte Anders Gustaf Forsberg. Les salons occupent une position centrale, et sont équipés de balcons. À l'origine, chaque étage est constitué de seulement cinq appartements de superficies variées, auxquels on accède via trois cages d'escaliers équipées d'ascenseurs, qui comptent parmi les premiers installés à Stockholm. L'équipement moderne inclut aussi toilettes et éclairage électrique.
En décembre 2009, la maison Bünsowska était évaluée à 795 millions de couronnes pour une superficie totale de 15 600 m2.

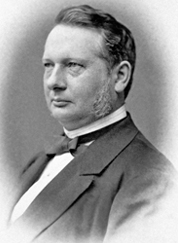
Fredrik Bünsow.
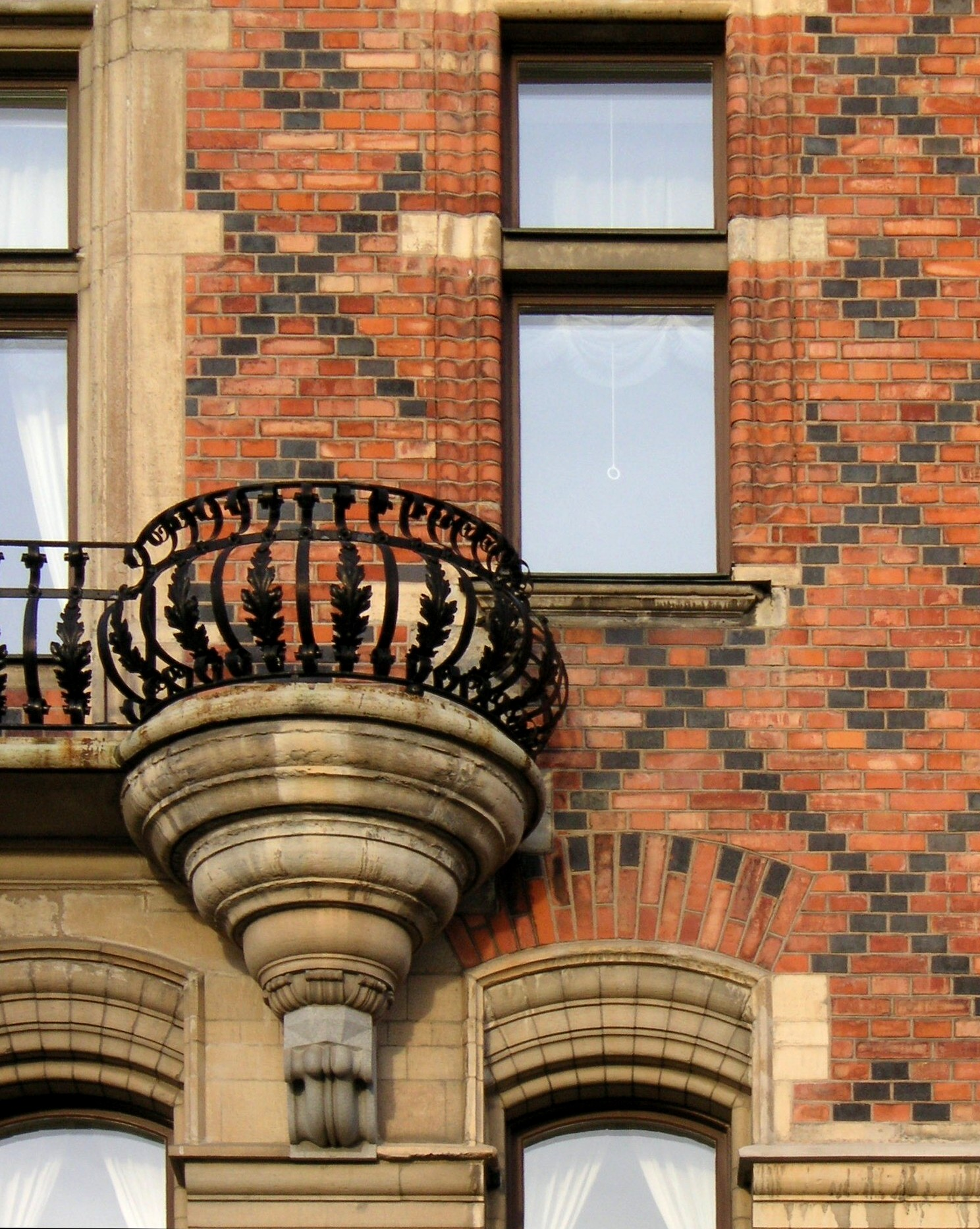
Détail des façades.
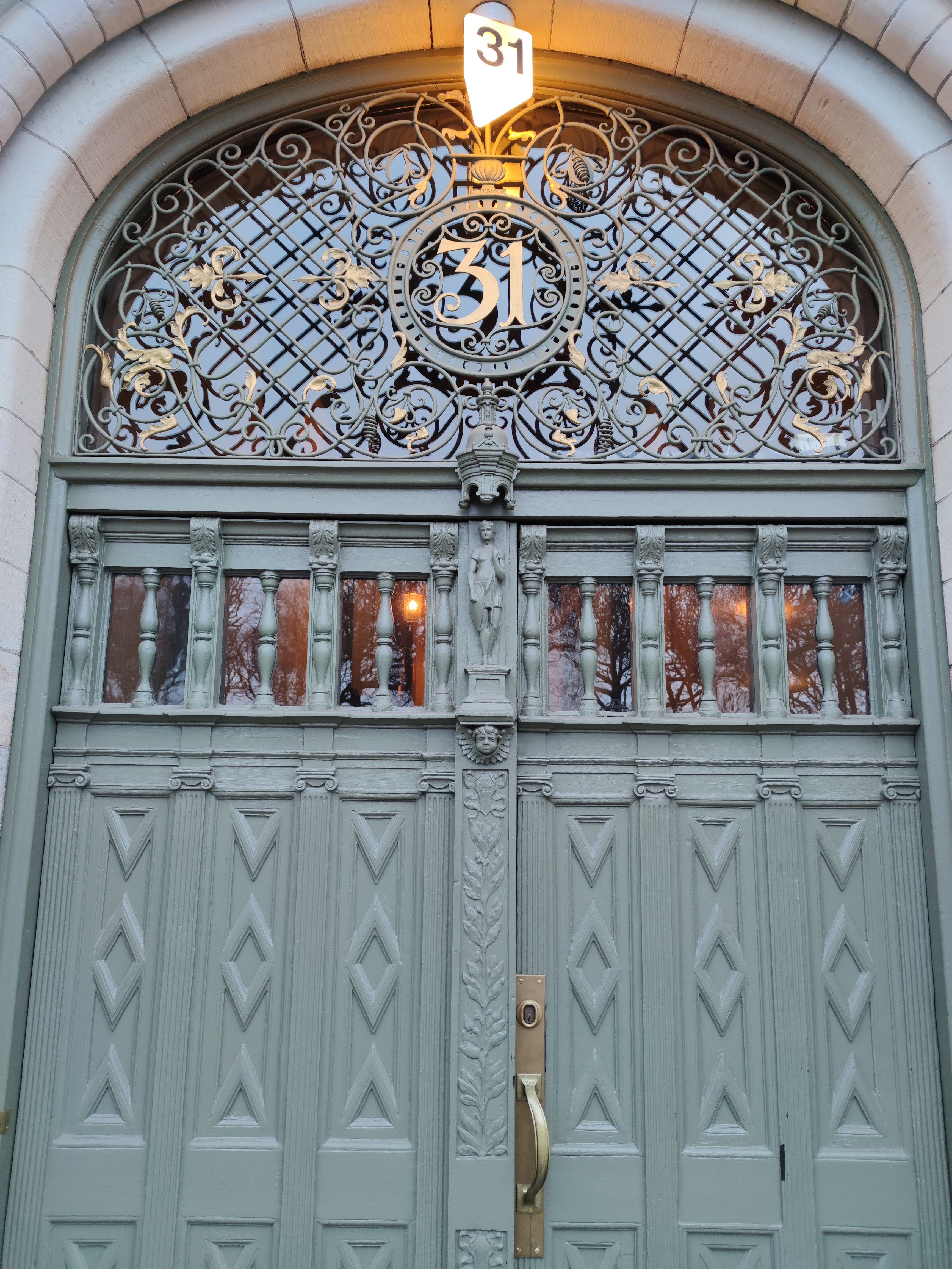
Strandvägen n° 31 : entrée.
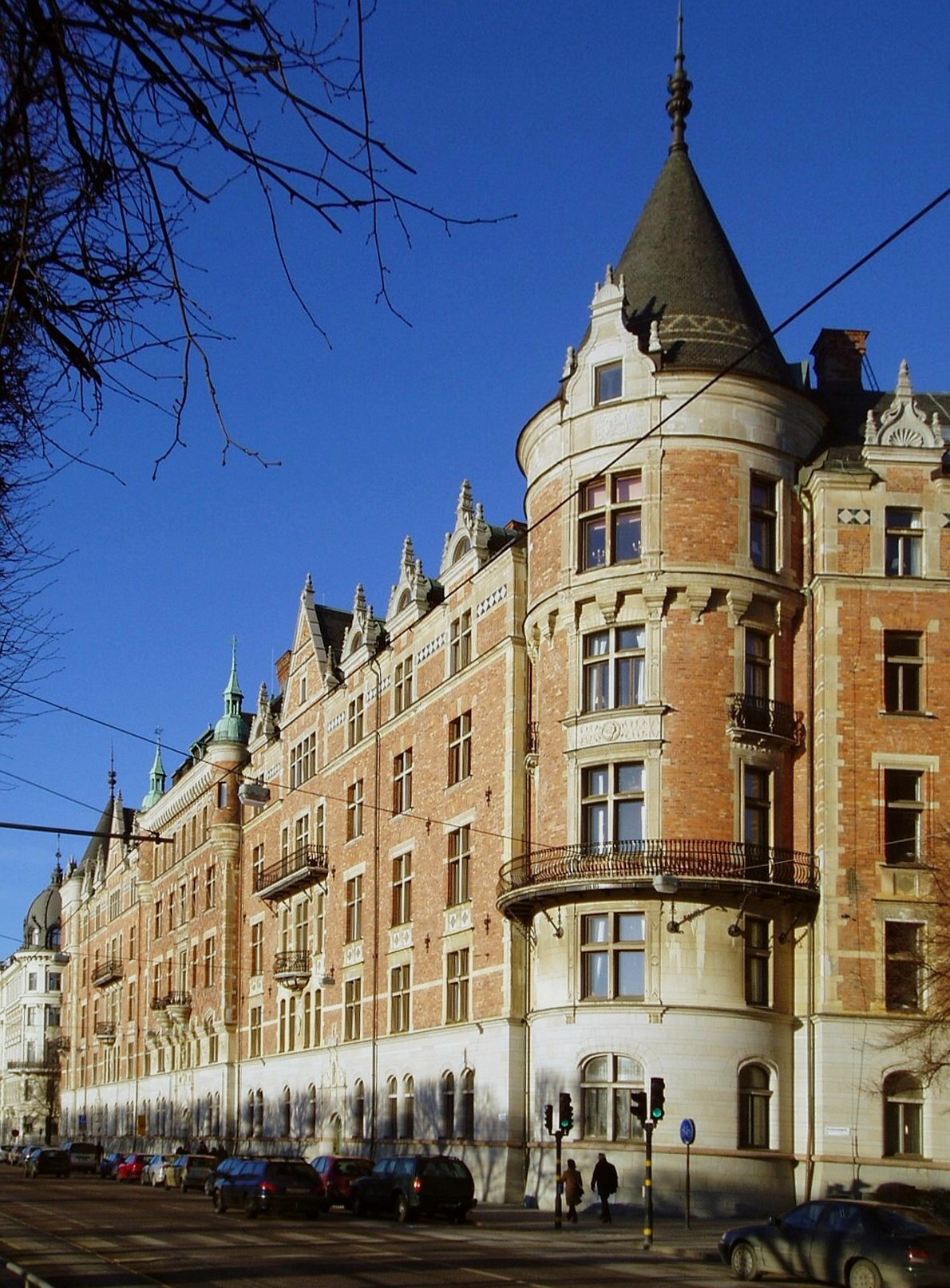
La façade avenue Strandvägen.
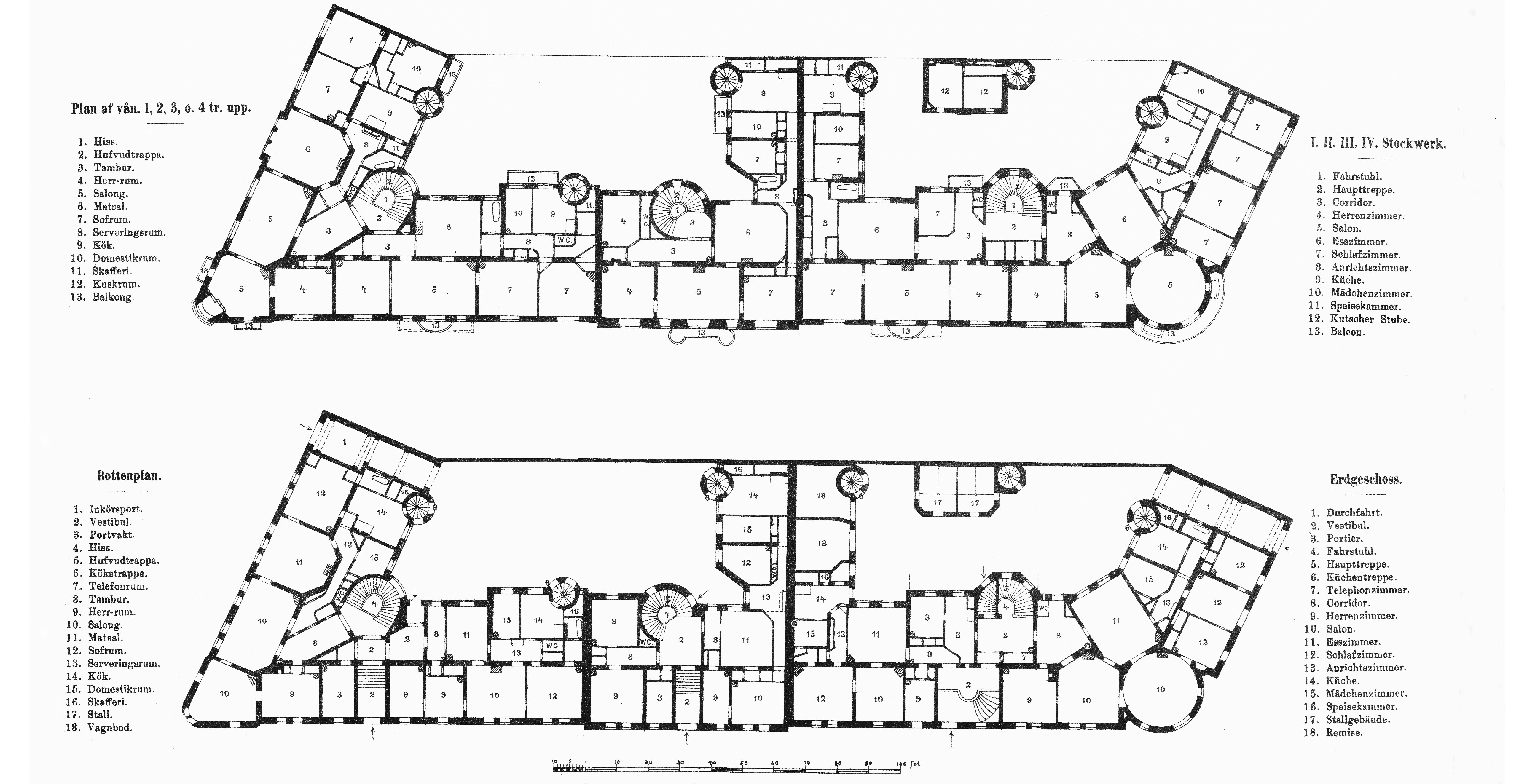
Plan des appartements.

## Affaire Skandia
Au début des années 2000, la maison Bünsowska est au centre de l'un des volets de l'affaire Skandia. L'immeuble appartient alors et depuis de longues années à la société d'assurances suédoise Skandia, qui loue les appartements à ses dirigeants ou à leurs proches. Après qu'il a été révélé que des travaux de rénovations ont été financés par Skandia au bénéfice direct des locataires, le directeur des ressources humaines de la société d'assurances est condamné à une peine de prison ferme.

## Réplique à Helsinki

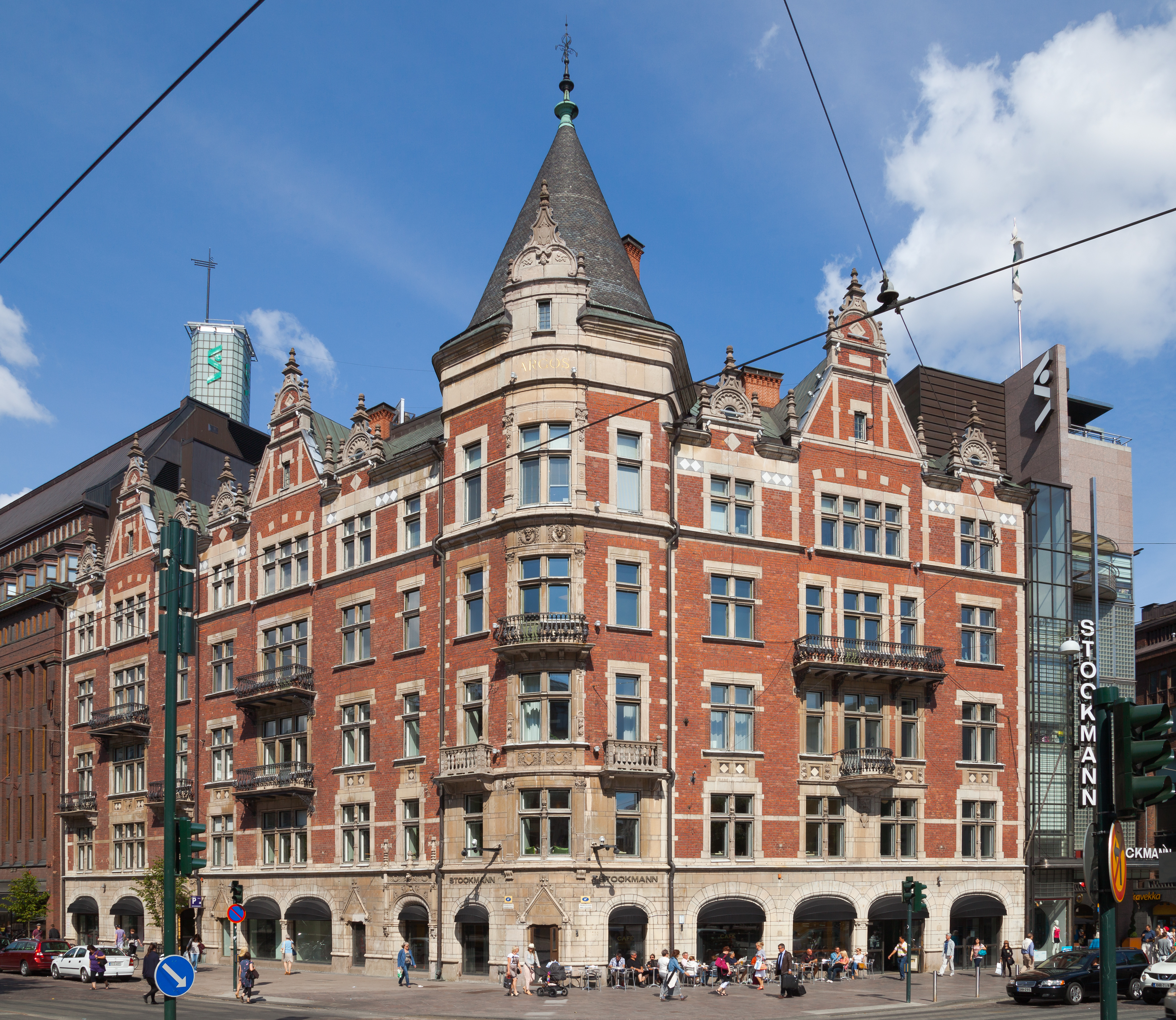
La maison Argos à Helsinki.

À l'angle des rues Mannerheimintie et Pohjoisesplanadi, au centre d'Helsinki en Finlande, est érigée une copie à l'identique de la maison Bünsowska : l'immeuble Argos (finnois : Argoksen talo).
Construit en 1897 pour la société Argos, cet immeuble est une œuvre de l'architecte suédois John Settergren pour le cabinet Grahn, Hedman & Wasastjerna.
Settergren, qui s'est installé en Finlande en 1896 après avoir travaillé en Suède aux côtes d'Isak Gustaf Clason, a reproduit les façades de l'immeuble de la rue Strandvägen.
Il ne reste aujourd'hui plus que la façade de l'immeuble d'origine. L'intérieur a été démoli et entièrement reconstruit à la fin des années 1980, lorsque la maison Argos est devenue une partie du grand magasin Stockmann.